# 德昌 (北齐)
德昌（576年十二月）是北齊政权安德王高延宗的年号。

## 纪年
| 德昌 | 元年  |
| ---- | ----- |
| 公元 | 576年 |
| 干支 | 丙申  |

## 參看
- 中国年号列表
- 同期存在的其他政权年号
  - 天保（562年二月—585年十二月）：西梁政權梁明帝萧岿的年号
  - 太建（569年正月—582年十二月）：南朝陈政權陳宣帝陈顼的年号
  - 武平（570年正月—576年十二月）：北齊政权齊後主高纬年号
  - 隆化（576年十二月）：北齊政权齊後主高緯年号
  - 建德（572年三月—578年三月）：北周政权周武帝宇文邕年号
  - 延昌：高昌政权麴乾固年号
  - 鴻濟（572年—584年）：新羅真興王、真智王之年號